# Cœur de Causse
Cœur de Causse est, depuis le 1er janvier 2016, une commune nouvelle française située dans le département du Lot en région Occitanie. Elle est issue du regroupement des cinq communes de Beaumat, Fontanes-du-Causse, Labastide-Murat, Saint-Sauveur-la-Vallée et Vaillac.

## Géographie

### Communes limitrophes
Les communes limitrophes sont  Caniac-du-Causse, Durbans, Frayssinet, Lamothe-Cassel, Le Bastit, Les Pechs du Vers, Lunegarde, Montfaucon, Quissac-en-Quercy, Saint-Chamarand, Soucirac et Soulomès.
| Soucirac, Saint-Chamarand         | Montfaucon     | Le Bastit, Lunegarde |
| Frayssinet                        | Cœur de Causse | Durbans, Quissac     |
| Lamothe-Cassel, Les Pechs du Vers | Soulomès       | Caniac-du-Causse     |

### Climat
Pour des articles plus généraux, voir Climat de l'Occitanie et Climat du Lot.
En 2010, le climat de la commune est de type climat des marges montargnardes, selon une étude s'appuyant sur une série de données couvrant la période 1971-2000. En 2020, Météo-France publie une typologie des climats de la France métropolitaine dans laquelle la commune est exposée à un climat océanique altéré et est dans la région climatique Ouest et nord-ouest du Massif Central, caractérisée par une pluviométrie annuelle de 900 à 1 500 mm, maximale en automne et en hiver.
Pour la période 1971-2000, la température annuelle moyenne est de 11,2 °C, avec une amplitude thermique annuelle de 15,1 °C. Le cumul annuel moyen de précipitations est de 1 032 mm, avec 10,8 jours de précipitations en janvier et 7,1 jours en juillet. Pour la période 1991-2020, la température moyenne annuelle observée sur la station météorologique la plus proche, située sur la commune de Lunegarde à 11 km à vol d'oiseau, est de 12,6 °C et le cumul annuel moyen de précipitations est de 828,1 mm,. Pour l'avenir, les paramètres climatiques de la commune estimés pour 2050 selon différents scénarios d’émission de gaz à effet de serre sont consultables sur un site dédié publié par Météo-France en novembre 2022.

## Urbanisme

### Typologie
Au 1er janvier 2024, Cœur de Causse est catégorisée commune rurale à habitat très dispersé, selon la nouvelle grille communale de densité à sept niveaux définie par l'Insee en 2022.
Elle est située hors unité urbaine et hors attraction des villes,.

### Risques majeurs
Le territoire de la commune de Cœur de Causse est vulnérable à différents aléas naturels : météorologiques (tempête, orage, neige, grand froid, canicule ou sécheresse), inondations, feux de forêts, mouvements de terrains et séisme (sismicité très faible). Il est également exposé à un risque technologique, le transport de matières dangereuses. Un site publié par le BRGM permet d'évaluer simplement et rapidement les risques d'un bien localisé soit par son adresse soit par le numéro de sa parcelle.

#### Risques naturels
Certaines parties du territoire communal sont susceptibles d’être affectées par le risque d’inondation par débordement de cours d'eau, notamment le Céou et le Vers. La cartographie des zones inondables en ex-Midi-Pyrénées réalisée dans le cadre du XIe Contrat de plan État-région, visant à informer les citoyens et les décideurs sur le risque d’inondation, est accessible sur le site de la DREAL Occitanie. La commune a été reconnue en état de catastrophe naturelle au titre des dommages causés par les inondations et coulées de boue survenues en 1982, 1989, 1996, 1999 et 2008,.
Cœur de Causse est exposée au risque de feu de forêt. Un plan départemental de protection des forêts contre les incendies a été approuvé par arrêté préfectoral le 30 novembre 2015 pour la période 2015-2025. Les propriétaires doivent ainsi couper les broussailles, les arbustes et les branches basses sur une profondeur de 50 mètres, aux abords des constructions, chantiers, travaux et installations de toute nature, situées à moins de 200 mètres de terrains en nature de bois, forêts, plantations, reboisements, landes ou friches. Le brûlage des déchets issus de l’entretien des parcs et jardins des ménages et des collectivités est interdit. L’écobuage est également interdit, ainsi que les feux de type méchouis et barbecues, à l’exception de ceux prévus dans des installations fixes (non situées sous couvert d'arbres) constituant une dépendance d'habitation.

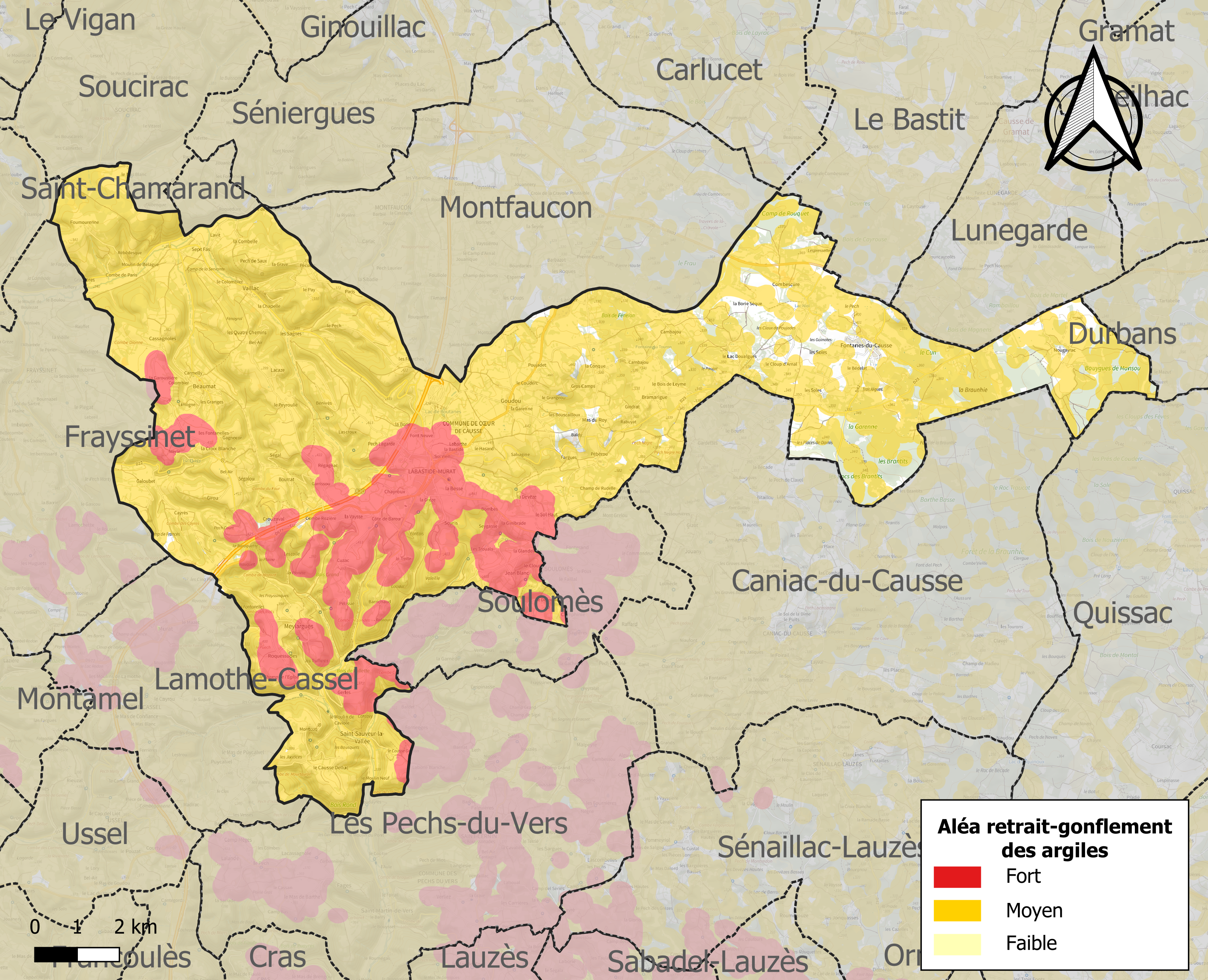
Carte des zones d'aléa retrait-gonflement des sols argileux de Cœur de Causse.

Les mouvements de terrains susceptibles de se produire sur la commune sont des affaissements et effondrements liés aux cavités souterraines (hors mines), des éboulements, chutes de pierres et de blocs, des glissements de terrain et des tassements différentiels. Par ailleurs, afin de mieux appréhender le risque d’affaissement de terrain, l'inventaire national des cavités souterraines permet de localiser celles situées sur la commune.
Le retrait-gonflement des sols argileux est susceptible d'engendrer des dommages importants aux bâtiments en cas d’alternance de périodes de sécheresse et de pluie. 92,9 % de la superficie communale est en aléa moyen ou fort (67,7 % au niveau départemental et 48,5 % au niveau national). Sur les 743 bâtiments dénombrés sur la commune en 2019, 685 sont en aléa moyen ou fort, soit 92 %, à comparer aux 72 % au niveau départemental et 54 % au niveau national. Une cartographie de l'exposition du territoire national au retrait gonflement des sols argileux est disponible sur le site du BRGM,.
Par ailleurs, afin de mieux appréhender le risque d’affaissement de terrain, l'inventaire national des cavités souterraines permet de localiser celles situées sur la commune.
Concernant les mouvements de terrains, la commune a été reconnue en état de catastrophe naturelle au titre des dommages causés par la sécheresse en 1989, 2011, 2018, 2019 et 2020 et par des mouvements de terrain en 1999.

#### Risques technologiques
Le risque de transport de matières dangereuses sur la commune est lié à sa traversée par une route à fort trafic. Un accident se produisant sur une telle infrastructure est susceptible d’avoir des effets graves sur les biens, les personnes ou l'environnement, selon la nature du matériau transporté. Des dispositions d’urbanisme peuvent être préconisées en conséquence.

## Histoire
La nouvelle commune est effective depuis le 1er janvier 2016, entraînant la transformation des cinq anciennes communes en « communes déléguées » dont la création a été entériné par l'arrêté du 30 octobre 2015.

## Politique et administration

### Liste des maires
| Période         | Période         | Identité         | Étiquette | Qualité |
| --------------- | --------------- | ---------------- | --------- | --- |
| 11 janvier 2016 | 24 février 2018 | Aurélien Pradié  | LR        | Président de la CC du Causse de Labastide Murat (2014-2018) Conseiller régional d'Occitanie (2015-2018) Maire-délégué de Labastide-Murat (2016-2018) Député de la première circonscription du Lot (depuis 2017) |
| 24 février 2018 | juin 2020       | Chantal Mejecaze | SE        | |
| juin 2020       | En cours        | René Courdes     |           | |

### Communes déléguées
| Nom                     | Code Insee | Intercommunalité                | Superficie (km2) | Population (dernière pop. légale) | Densité (hab./km2) |
| ----------------------- | ---------- | ------------------------------- | ---------------- | --------------------------------- | ------------------ |
| Labastide-Murat (siège) | 46138      | CC du Causse de Labastide Murat | 27,27            | 670 (2013)                        | 25                 |
| Beaumat                 | 46019      | CC du Causse de Labastide Murat | 8,10             | 81 (2013)                         | 10                 |
| Fontanes-du-Causse      | 46110      | CC du Causse de Labastide Murat | 15,01            | 74 (2013)                         | 4,9                |
| Saint-Sauveur-la-Vallée | 46291      | CC du Causse de Labastide Murat | 6,70             | 42 (2013)                         | 6,3                |
| Vaillac                 | 46325      | CC du Causse de Labastide Murat | 13,68            | 97 (2013)                         | 7,1                |

### Circonscriptions électorales
À la suite du décret du 5 mars 2020, la commune nouvelle est entièrement rattachée au canton de Causse et Vallées.

## Population et société

### Démographie
L'évolution du nombre d'habitants est connue à travers les recensements de la population effectués dans la commune depuis sa création.

En 2022, la commune comptait 890 habitants, en évolution de −7,1 % par rapport à 2016 (Lot : +1,31 %, France hors Mayotte : +2,11 %).
| 2014 | 2015 | 2020 | 2022 |
| ---- | ---- | ---- | ---- |
| 959  | 953  | 900  | 890  |

## Culture locale et patrimoine

### Lieux et monuments
- L'église Saint-Sauveur de Saint-Sauveur-la-Vallée.
- L'église Saint-Jean-Baptiste de Goudou. L'édifice a été inscrit au titre des monuments historiques en 1993.
- Église Notre-Dame-de-la-Nativité de Beaumat.
- Église Sainte-Anne de Fontanes-du-Causse.
- Église Sainte-Catherine de Labastide-Murat.
- Église Saint-Julien de Vaillac.
- Église Saint-Sixte de Saint-Sauveur-la-Vallée.
- Chapelle de Vaillac.

### Personnalités liées à la commune
- Aurélien Pradié